# 卡普肯普盧伊鄉
47°30′N 26°00′E / 47.500°N 26.000°E
卡普肯普盧伊鄉（羅馬尼亞語：Comuna Capu Câmpului, Suceava），是羅馬尼亞的鄉份，位於該國東北部，由蘇恰瓦縣負責管轄，面積54平方公里，海拔高度450米，2007年人口2,447，人口密度每平方公里45人。